# Limburgiska

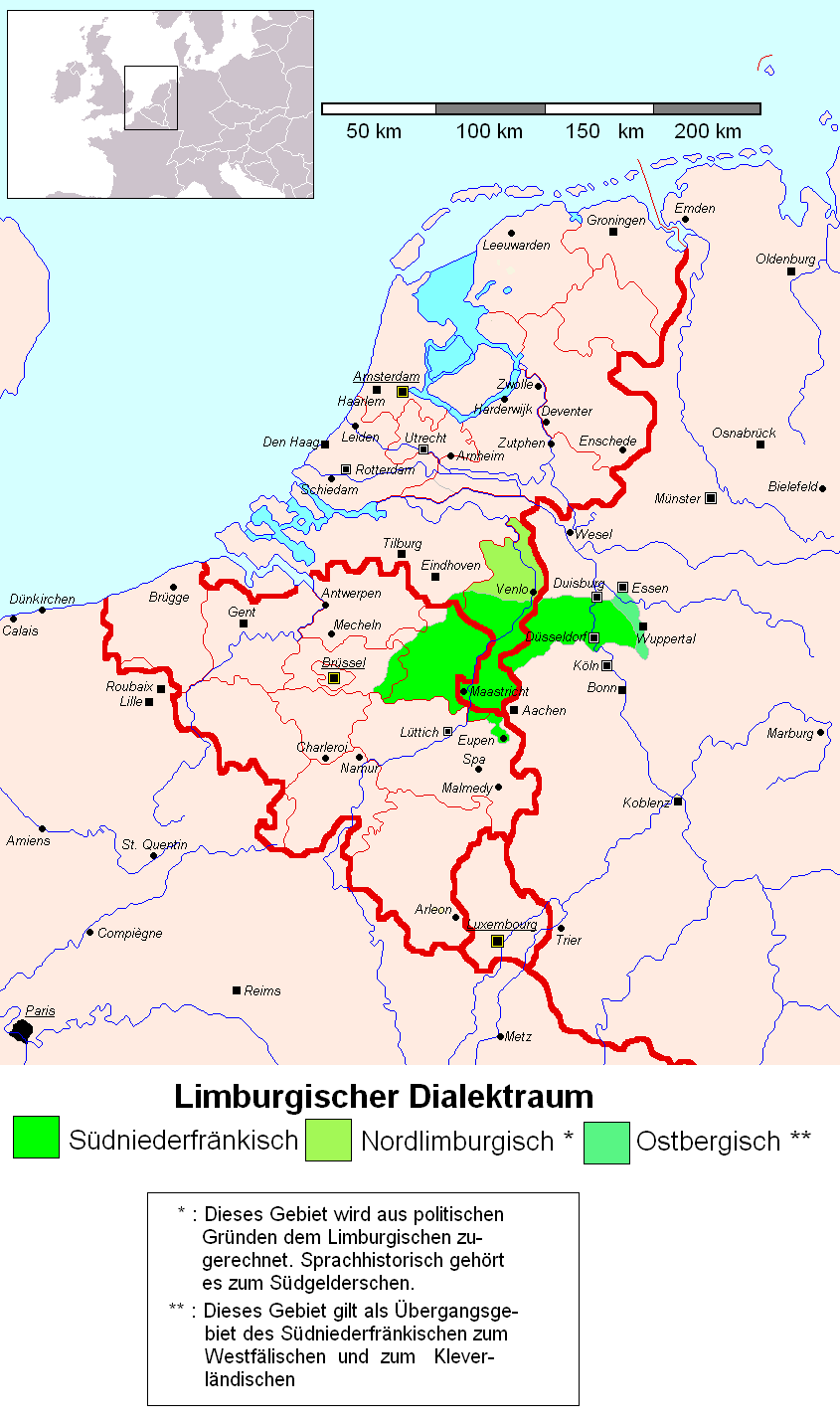
Det limburgiska dialektområdet

Limburgiska (limburgiska: Plat, Limburgs, Lèmbörgsj, nederländska: Limburgs) är ett regionalt språk som idag talas i den nederländska provinsen Limburg, i den belgiska provinsen med samma namn, i delar av den nederländska provinsen Noord-Brabant och i Selfkant-området i Tyskland. Drygt en miljon människor talar språket. Förr talades det även i provinsen Liège/Luik (Belgien). Limburgiska har sin egen grammatik, ett karakteristiskt uttal – med "mjuka g" (zaach g) /ɣ/ – och ordförråd. Dialekten i Selfkant skiljer sig i sin tur påtagligt från övrig limburgiska (och har också en egen ortografi) men kan ändå kallas limburgiska.